# Politique étrangère de la Bosnie-Herzégovine
Depuis la signature des accords de Dayton en 1995, la Bosnie-Herzégovine entretient des relations relativement stables et qui tendent à se normaliser avec ses voisins (Croatie, Monténégro et Serbie).

## Adhésion à l'Union européenne

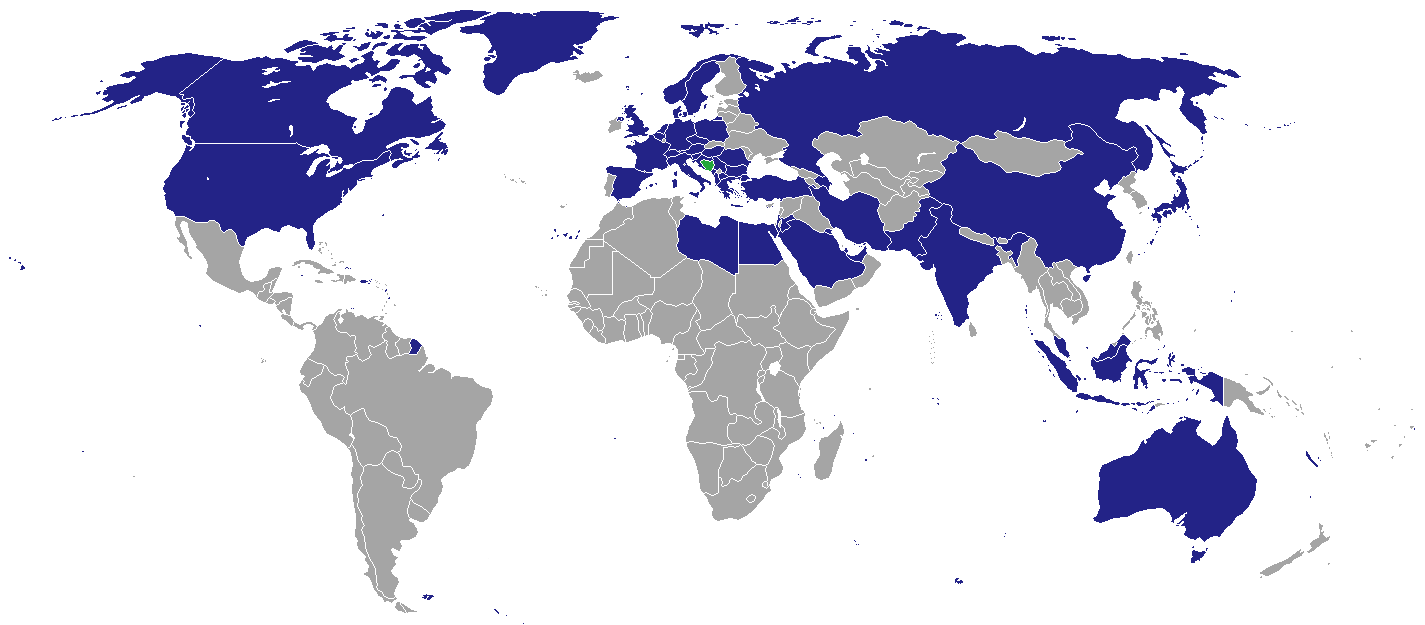
Bleu : représentations diplomatiques de la Bosnie-Herzégovine (présence d'une ambassade ou d'un consulat-général).

La Bosnie-Herzégovine participe au processus de stabilisation et d'association dans les Balkans et a été reconnue comme candidat potentiel à l'adhésion à l'UE en 2003. Elle est par ailleurs membre de l'Accord de libre-échange centre-européen.

## Relations avec la Serbie
Depuis la fin de la guerre de Bosnie, les accords de Dayton de décembre 1995 et la reconnaissance mutuelle des deux États, les relations entre la Serbie et la Bosnie ne sont que formelles. En effet, la Serbie selon les accords de Dayton a le droit d'avoir des « relations spéciales » avec la république serbe de Bosnie, elle ignore le plus souvent Sarajevo. La Bosnie n'a pas reconnu le Kosovo de crainte de voir la république serbe de Bosnie suivre le même chemin.
En 2013, la Bosnie-Herzégovine, la Serbie et la Turquie ont signé un accord de coopération économique,.

## Relations avec la Croatie

### Différends frontaliers
Les deux pays ont plusieurs pans de la frontière litigieux, dont la plus importante est celle relative à l'accès maritime (dont la rivière Una : des villages à la base du mont Plješevica sont en Croatie, tandis que d'autres sont en Bosnie, ce qui signifie qu'il y aurait besoin de neuf postes frontaliers sur chaque route. Le manque d'action sur ce problème empêche tout développement sérieux dans la région. La ligne de chemin de fer Zagreb-Split-Bihac est toujours fermée à la circulation majeur en raison de ce problème). La ratification de l'accord frontalier de 1999 n'a toujours pas eu lieu 2013.

## Relations avec les États-Unis
Les États-Unis ont donné des centaines de millions de dollars pour soutenir le développement économique, l'aide humanitaire, la reconstruction militaire mais aussi des infrastructures de Bosnie-Herzégovine après la guerre de 1992-1995. Les États-Unis ont une ambassade à Sarajevo et la Bosnie a une ambassade à Washington D.C. L'ambassadeur américain en Bosnie est Eric Nelson.

## Pays avec lesquels la Bosnie-Herzégovine n'entretient pas de relations diplomatiques[5]
- Amérique : Bahamas, Sainte-Lucie, Saint-Christophe-et-Niévès, Dominique, Grenade, Barbade, Guyane,
- Europe : Monaco,
- Asie : Bhoutan, Birmanie
- Océanie : Kiribati, Nauru, Îles Marshall, États fédérés de Micronésie, Niue, Palaos, Vanuatu, Tonga, Papouasie-Nouvelle-Guinée
- Afrique : Sierra Leone,  Ghana, Togo, République centrafricaine, Soudan du Sud, Ouganda, Rwanda, Tanzanie, Lesotho, Seychelles, Madagascar, Somalie
- États non reconnus internationalement (à l'exception de la Palestine)